# Estación de Tocón-Montefrío
Tocón-Montefrío es una estación de ferrocarril situada en el municipio español de Íllora, en la provincia de Granada. En la actualidad las instalaciones ferroviarias cumplen funciones de apartadero ferroviario y carecen de servicios de pasajeros.

## Situación ferroviaria
La estación forma parte de la línea férrea de ancho ibérico Bifurcación Tocón-Bifurcación La Chana, estando situada en su punto kilométrico 88,6. El kilometraje se corresponde con el empleado por la histórica línea Bobadilla-Granada, que toma Bobadilla como punto de origen.

## Historia
Las instalaciones de Tocón-Montefrío entraron en servicio en 1874, tras la inauguración de la línea Bobadilla-Granada. La construcción de la misma había corrido a cargo de la Compañía del Ferrocarril de Córdoba a Málaga, que también había construido años antes la línea Córdoba-Málaga. En 1877 esta empresa se integró en la nueva Compañía de los Ferrocarriles Andaluces, que se hizo con el control de la estación y el trazado a Granada.
En 1941, con la nacionalización de la red ferroviaria de ancho ibérico, las instalaciones pasaron a manos de RENFE. Desde enero de 2005, con la extinción de la antigua RENFE, el ente Adif pasó a ser el titular de las instalaciones ferroviarias. Debido a las obras para la construcción de la línea de alta velocidad Antequera-Granada, entre 2009 y 2019, durante el transcurso de las mismas el esquema de vías de la estación fue modificado.